# Przyłuski (gmina Biała Rawska)
Przyłuski – wieś w Polsce, położona w województwie łódzkim, w powiecie rawskim, w gminie Biała Rawska.
Wieś wymieniana w 1408 r. jako Przeluski.
W latach 1975–1998 miejscowość należała administracyjnie do województwa skierniewickiego.